# Basilepta pici
Basilepta pici es un insecto coleóptero de la familia Chrysomelidae.
Fue descrita científicamente por primera vez en 1994 por Eroshkina.